# Werner Drews (Fußballspieler, 1952)
Werner Drews (* 12. August 1952 in Wasserleben) ist ein ehemaliger deutscher Fußballspieler.
Bis 1972 spielte er bei der BSG Lokomotive Stendal. Von 1972 bis 1975 spielte er bei Vorwärts Stralsund. In seiner aktiven Zeit spielte er mit dem Stralsunder Verein auch in der höchsten Spielklasse der DDR, der Oberliga, nämlich die Saison 1974/1975. Anschließend wechselte er zum FC Vorwärts Frankfurt/Oder, mit dem er in der Saison 1974/1975 ebenfalls in der Oberliga aktiv war. Von 1975 bis 1980 spielte er bei Einheit Wernigerode, von 1980 bis 1982 bei der BSG Stahl Riesa, dabei war er in der Saison 1980/1981 nochmals in der Oberliga aktiv. Von 1982 bis 1983 spielte Werner Drews bei der BSG Stahl Blankenburg.